# Гологузка (Вологодская область)
Гологузка — деревня в Шекснинском районе Вологодской области.
Входит в состав сельского поселения Чуровского, с точки зрения административно-территориального деления — в Чуровский сельсовет.
Расстояние по автодороге до районного центра Шексны — 14 км, до центра муниципального образования Чуровского — 5 км. Ближайшие населённые пункты — Речная Сосновка, Мышкино, Мокрица, Лысково.
По переписи 2002 года население — 1 человек.